# Gastrolobium spectabile
Gastrolobium spectabile là một loài thực vật có hoa trong họ Đậu. Loài này được (Endl.) Crisp miêu tả khoa học đầu tiên.